# Brania arminii
Brania arminii är en ringmaskart som först beskrevs av Langerhans 1881.  Brania arminii ingår i släktet Brania och familjen Syllidae. Inga underarter finns listade i Catalogue of Life.